# Eliezer Waldenberg
Eliezer Yehuda Waldenberg ( en hebreo: הרב אליעזר יהודה וולדנברג‎; 10 de diciembre de 1915-21 de noviembre de 2006) fue un rabino, posek y dayan en Jerusalén. Es conocido como una autoridad líder en medicina y ley judía. También se le conoce como Tzitz Eliezer después de su tratado halájico de 21 volúmenes que cubre una amplia gama de halajá, incluida la ética médica judía y cuestiones rituales diarias desde Shabat hasta el Kashrut.

## Biografía
Waldenberg nació en Jerusalén en 1915 del rabino Yaakov Gedalya, quien emigró de Kovno, Lituania a la Palestina pre-obligatoria a principios del siglo XX. Estudió en la Yeshiva Etz Chaim y fue alumno de Isser Zalman Meltzer. Waldenberg escribió su primer libro, Dvar Eliezer, a los 19 años en 1934.
Durante muchos años, Waldenberg se desempeñó como rabino comunitario en una pequeña sinagoga en Jaffa Road, adyacente al Hospital Shaare Tzedek. Muchos médicos rezaron en la sinagoga y llevaron sus preguntas al rabino. Waldenberg comenzó a responder sus preguntas sobre la ley judía y su aplicación a la ética médica, y llegó a impartir una clase semanal de ética médica a los médicos y enfermeras del hospital. Estaba cerca del rabino Ben Zion Meir Hai Uziel y era el jefe de Shaarei Zion Yeshiva, fundada por él.
En 1957, Waldenberg se convirtió en presidente del Tribunal Rabínico de Distrito en Jerusalén. Más tarde fue designado para Beit Din Hagadol en Jerusalén, donde se sentó con Rav Yosef Shalom Elyashiv.
En 1976, Waldenberg recibió el Premio Israel de estudios rabínicos.
Waldenberg murió el 21 de noviembre de 2006 en el Centro Médico Shaarei Zedek de Jerusalén y fue enterrado ese mismo día en el cementerio Har HaMenuchot de Jerusalén.

## Opiniones médicas
Su obra principal, Tzitz Eliezer, es un tratado enciclopédico sobre cuestiones halájicas, considerado uno de los grandes logros de la erudición halájica del siglo XX. Aunque escribió numerosos libros y artículos en todos los campos de la halajá, fue más conocido por sus decisiones sobre dilemas médicos. Aborda en sus volúmenes cuestiones médicas complejas que incluyen la fertilidad, el aborto, el trasplante de órganos, la eutanasia, la cirugía de reasignación de sexo, las autopsias, el tabaquismo, la cirugía plástica y la experimentación médica. Sus opiniones halájicas son valoradas por rabinos de todo el espectro religioso.
Waldenberg prohibió realizar cirugía electiva en alguien que no esté enfermo ni tenga dolor, como la cirugía estética. Argumenta que tales actividades están fuera de los límites del mandato del médico para curar. En particular, el rabino Moshe Feinstein no estuvo de acuerdo con esta opinión.
Permitió el aborto en el primer trimestre de embarazo de un feto que nacería con una deformidad que le causaría sufrimiento, y la terminación de un feto con un defecto fetal letal como la enfermedad de Tay-Sachs hasta el final del segundo trimestre de gestación.
Él dictaminó que un niño concebido fuera del útero, a través de la fertilización in vitro, no tiene padres y no tiene ninguna relación halájica con los padres biológicos o la "madre sustituta", la mujer que lleva al niño a término.
Fue uno de un pequeño pero creciente número de rabinos que prohibieron fumar.
Muchas de sus opiniones médicas fueron registradas por su alumno Avraham Steinberg y luego traducidas en volúmenes resumidos.
En el capítulo titulado "Sobre el tratamiento que expone al médico al peligro", Waldenberg escribió:
 

En principio, una persona no puede exponerse a un posible peligro de vida para salvar la vida de su prójimo... Está permitido que un médico asuma el riesgo de tratar a pacientes con cualquier tipo de enfermedad contagiosa. De hecho, se le atribuye el cumplimiento de un importante deber religioso. Cuando se prepara para tratar a un paciente con una enfermedad contagiosa, el médico debe rezar a Di-s para que le guíe y le proteja especialmente, ya que está poniendo en peligro su propia vida. Un médico militar está autorizado a prestar atención médica a un soldado herido en una zona de combate aunque esté poniendo en peligro su propia vida. Esto se aplica incluso si es dudoso si el soldado herido vivirá, morirá o morirá. De manera similar, a otro soldado se le permite poner su propia vida en peligro para rescatar a un camarada herido de la zona de combate.

Waldenberg dictaminó que la cirugía de reasignación de sexo es permisible en el caso de un bebé nacido andrógino donde un conjunto de órganos estaba más desarrollado. Después de una cuidadosa consideración médica y halájica, Waldenberg dictaminó que una mujer transexual después de una cirugía de reasignación de sexo es una mujer halájica. Escribió: "La anatomía externa que es visible es lo que determina la halajá" en tiempo presente. No obstante, afirmó la posición universal en el judaísmo ortodoxo de que la halajá prohíbe la reasignación de sexo voluntario.

## Kevod habriyot
Waldenberg permitió escuchar la lectura de la Torá, el toque del Shofar y la lectura de la Meguilá por medio de un altavoz, teléfono o radio, si no había otras opciones disponibles. (Responsa Tzitz Eliezer, 8:11.). Sin embargo, el rabino Shlomo Zalman Auerbach no estuvo de acuerdo con esto. (ver Minjas Shlomó I:9). Waldenberg sostuvo que las voces replicadas por dispositivos electrónicos generalmente tienen el estado de ruido de instrumentos musicales, en lugar de voces reales.
También enfatizó el concepto judío de Kevod HaBriyot (honor o dignidad humana) en sus fallos. Como ejemplo, Waldenberg adujo este concepto en apoyo de su decisión de que una persona sorda puede usar un audífono eléctrico en Shabat. Waldenberg escribió:

Vemos de lo anterior que la prohibición de llevar un objeto que es muktzeh se renuncia por el bien de kevod ha-beriyot, para que una persona no sea de ninguna manera degradada a sus propios ojos o los ojos de los demás por no poder llevar [el objeto]. Y si ese es el caso, parece que no hay mayor preocupación sobre kevod ha-beriyot que la que surge en relación con asegurar que una persona sorda no sufra vergüenza por no poder escuchar lo que la gente dice a él.

Es difícil imaginar la magnitud de la vergüenza y el disgusto que le causa cuando llega entre la gente, en la sinagoga, y está aislado, sin poder oír lo que pasa, sin poder responder a quienes le hacen una pregunta. Esto produce una preocupación sobre kevod ha-beriyot mayor que en relación con los asuntos discutidos anteriormente, a lo que se debe agregar su angustia por renunciar al culto público y no poder escuchar la lectura de la Torá y las respuestas a [[Kaddish]] y Kedusha, etc. Esto niega la realización de un lote de mitzvot, de menor y mayor importancia, y por lo tanto es preferible permitir el transporte de muktzeh por tan grande cuestión de kevod ha-beriyot y permitir que la persona sorda lleve su audífono en Shabat.

## La ley judía, el Estado de Israel y lasFDI
Waldenberg también escribió un conjunto de varios volúmenes sobre las cuestiones prácticas del gobierno llamado Hilkhot Medinah. En este trabajo discrepa de muchas posiciones de los ex rabinos principales Yitzhak HaLevi Herzog, Shlomo Goren e Isser Yehuda Unterman.
Él escribe en apoyo de la exención del servicio militar de los estudiantes de yeshivá porque a través del mérito de su aprendizaje de la Torá ayudan a proteger el país.
Otorgó a los trabajadores el derecho de huelga cuando los empleadores han violado una condición laboral que se ha convertido en “la costumbre de la tierra”. La mayoría de las autoridades legales exigen que los trabajadores lleven a su empleador a un beit din (tribunal religioso) antes de recurrir a la huelga. “En situaciones como éstas, en las que el trabajador tiene la certeza absoluta de que el patrón ha transgredido y violado una condición que se ha establecido como costumbre del país, el trabajador puede tomar la justicia por su mano imponiendo la multa que el los líderes comunales designados han considerado apropiado para una situación como esta”.
Aunque "un converso no puede ocupar un puesto de autoridad comunitaria judía", Waldenberg dictaminó que un converso no puede servir en un puesto comunal solitario, pero puede servir en un comité comunal.

## Obras
- שאלות ותשובות ציץ אליעזר [She'elot U'Teshuvot Tzitz Eliezer] (en hebreo). Jerusalem.
- הלכות מדינה [Hilchos Medinah] (en hebreo) sobre cuestiones jurídicas del estado político en tres volúmenes
- Divrei Eliezer, novella
- Shvisas Hayam sobre barcos, derecho marítimo y Shabat

## Lectura adicional
- Fred Rosner, Pioneros en la ética médica judía, Jason Aronson Publishers, 1997.ISBN 0-7657-9968-5
- Ley médica judía: una respuesta concisa . Compilado y editado de Tzitz Eliezer por Avraham Steinberg; traducido por David B. Simons, MD. Jerusalén: Gefen Publishing, 1992.
- A. Steinberg, Enciclopedia de ética médica judía: una compilación de la ley médica judía sobre todos los temas de interés médico
- Judaísmo y cuestiones de género Ensayo que resume la respuesta del Tzitz Eliezar sobre la transexualidad
- Cirugía cosmética: una revisión de cuatro Teshuvot clásicas (el rabino Waldenberg es el n. ° 2)